# Tyler George
Tyler George (* 6. Oktober 1982 in Duluth) ist ein ehemaliger US-amerikanischer Curler und Olympiasieger. Zuletzt spielte er als Third im Team von John Shuster.
George begann seine internationale Karriere bei der Juniorenweltmeisterschaft 2001, bei der er als Ersatzspieler im Team von Andy Roza die Bronzemedaille gewinnen konnte. 
Bei seiner ersten Weltmeisterschaft 2010 spielte er als Lead im Team von Pete Fenson. Die Mannschaft kam in die Play-offs, verlor dort und im nachfolgenden Spiel um Platz 3 aber gegen Schottland mit Craig Wilson und wurde Vierter. Bei der Weltmeisterschaft 2015 wurde er als Third im Team von John Shuster Fünfter. Im darauffolgenden Jahr kam er mit der amerikanischen Mannschaft um Shuster auf den dritten Platz. Im Spiel um Platz 3 besiegten die Amerikaner Japan mit Skip Yūsuke Morozumi. Bei der Weltmeisterschaft 2017 zog er wieder in das Spiel um Platz 3 ein, verlor aber gegen das Schweizer Team um Peter de Cruz.
Bei den US-amerikanischen Meisterschaften gewann er 2010, 2015 und 2017 die Goldmedaille sowie 2009, 2011 und 2016 die Silbermedaille.
George gewann im November 2017 mit dem Team von John Shuster die amerikanischen Olympic Team Trials und nahm mit Shuster, Matt Hamilton (Second) und John Landsteiner (Lead) für die USA an den Olympischen Winterspielen 2018 in Pyeongchang teil. Nach fünf Siegen und vier Niederlagen in der Round Robin zogen die Amerikaner in die Finalrunde ein. Im Halbfinale besiegten sie Kanada mit Skip Kevin Koe. Im Finale schlugen sie Schweden mit Skip Niklas Edin mit 10:7 und gewannen die Goldmedaille.
Nach den Olympischen Spielen 2018 erklärte er seinen Rücktritt vom Curling-Spitzensport.